# Fojnica (Republika Serbska)
Fojnica (cyr. Фојница) – wieś w Bośni i Hercegowinie, w Republice Serbskiej, w gminie Gacko. W 2013 roku liczyła 121 mieszkańców.